# ブライアン・リー・オマリー
ブライアン・リー・オマリー（Bryan Lee O'Malley、1979年2月21日 - ）は、カナダの漫画家で、『スコット・ピルグリム』シリーズで最もよく知られている。彼はまた、Kupek名義でミュージシャンとしても活動している。